# Volk Han
Magomedkhan Amanulayevich Gamzatkhanov (15 de abril de 1961) es un artista marcial mixto y luchador profesional y practicante de sambo retirado ruso, más conocido por su nombre artístico Volk Han. Famoso por su carrera en Fighting Network RINGS, Han es uno de los practicantes de sambo más notorios a nivel mundial, y ha servido como entrenador de leyendas de las artes marciales mixtas como Fedor Emelianenko y su hermano Alexander.

## Carrera

### Sambo
Magomedkhan comenzó su carrera en las artes marciales cuando se interesó por la lucha libre olímpica en su tercer año de universidad. Tras entrenar en varios gimnasios, su compañero Ahmed Sharipov le puso en contacto con el legendario y cinco veces campeón mundial Ali Aliyev, quien ahora ejercía como entrenador. Aliyev se mostró inicialmente escéptico ante que un joven delgado y con poco peso como Magomedkhan pudiera estar dotado para la lucha libre, pero le permitió unirse a su equipo de todos modos, y esta decisión resultó ser la correcta cuando, después de un tiempo de entrenamiento, Gamzatkhanov ganó el campeonato regional de Nálchik en 1979. Su éxito no se detendría ahí, ya que también ganó el campeonato juvenil de la URSS en dos años consecutivos, y quedó cuarto en el torneo internacional de la Copa Aliyev, nombrada así en honor a su entrenador.
Tras graduarse y ser transferido al servicio militar en 1981, Magomedkhan empezó a entrenar sambo, y fue observado por Viktor Lysenko, quien le ofreció unirse a su equipo deportivo en Tula una vez dejara el ejército. Bajo la tutela de Lysenko, Gamzatkhanov hizo una transición total al arte y quedó en el segundo puesto en el campeonato de sambo de la URSS de 1985, solo perdiendo ante el que más tarde sería el sambista con más títulos de la historia, Alexander Pushnitsa. Sin embargo, Magomedkhan se retribuyó ganando la medalla de oro en el campeonato de peso abierto de 1985, así como el primer puesto indiscutido en los campeonatos de la URSS de 1987, 1988 y 1988; además, en 1988 ganó también el prestigioso torneo internacional Kalinin, reservado solo a los mayores practicantes del sambo. En 1991, finalmente, Magomedkhan ganó el segundo lugar del campeonato de la URSS tras una eliminación ante otro oponente de talla, Murat Khasanov, once veces campeón mundial. Junto a todo ello, Han entrenó en la academia de policía de Moscú.
Después de su última competición, Gamzatkhanov fue contactado por el antiguo director del comité deportivo de la URSS, Vladimir Pogodin, quien le invitó a unas pruebas en Moscú que habían sido organizadas por Akira Maeda, promotor japonés de renombre, a fin de encontrar sambistas de nivel para su promoción de lucha libre profesional Fighting Network RINGS. En ese momento, Magomedkhan se encontraba fuera de forma y no creía ser capaz de superar el examen de atleticismo, pero después de enseñar a Maeda toda la técnica de sambo que dominaba, éste le reclutó. Fue entonces que Akira y Magomedkhan decidieron asignarle el nombre artístico de Volk Han (Lobo Khan, con Khan siendo la acortación de su nombre de pila) para resultar más fácil de recordar a las audiencias niponas.

### Fighting Network RINGS (1991-2001)
Volk Han debutó en RINGS en 1991, enfrentándose al mismo Akira Maeda. Aunque perdió la lucha, el novedoso estilo de Han y su sofisticado grappling le convirtieron inmediatamente en un favorito del público, rol que asentó venciendo a Maeda en una revancha meses después. Han se convertiría en un luchador habitual de RINGS, teniendo luchas memorables con otros técnicos de sambo como Andrei Kopylov y estrellas nativas como Kiyoshi Tamura y Tsuyoshi "TK" Kohsaka, y destacándose siempre por su habilidad para dar grandes exhibiciones con quienquiera que fuera su oponente.
En 1992, Han participó en el Mega Battle Tournament de 1992, pero fue eliminado en la primera ronda por Maeda. Al año siguiente, después de varias brillantes victorias contra Chris Dolman, Mitsuya Nagai y Willie Williams, tomó parte en el torneo de 1993, venciendo a Masayuki Naruse en la primera ronda y avanzando a la segunda; en ella, sin embargo, sería eliminado por Nikolai Zouev, con el que entró en una rivalidad. 1994 sería el año de Volk, ya que su participación en el Mega Battle Tournament terminaría con la victoria total en el torneo tras someter a Williams, Hans Nijman y Akira Maeda. Solo unos eventos después, obtendría su venganza contra Zouev, derrotándole en otra lucha. Después de una menor actuación en el torneo de 1995, en el que fue eliminado por Maeda en las semifinales, Han volvió a ganar el Mega Battle Tournament en 1996 tras someter a Naruse, Kohsaka, Bitsadze Tariel y finalmente Tamura, el futuro ganador de la siguiente edición. En ésta, Volk caería ante su propio discípulo, Mikhail Illyukhin. La última competición de Han en una liga fue en 1999, cuando el torneo tomó forma de competición por equipos según las distintas sucursales de RINGS; el primer equipo de RINGS Russia, compuesto por Han, Illyukhin y Sergei Sousserov, sería enfrentado a los representantes de RINGS Holland, no otros que Joop Kasteel, Nijman y Dick Vrij, pero no lograrían pasar de la ronda. La última contienda de lucha libre profesional de Han sería en 2001, cuando se enfrentó al legendario Yoshiaki Fujiwara en una batalla que terminó en empate.
A principios de 2000, RINGS empezó a derivar de lucha coreografiada a auténticas artes marciales mixtas (MMA), lo que supuso un problema para muchos de sus veteranos, que acusaban los efectos de sus largas carreras y frecuentemente no tenían la experiencia suficiente para enfrentarse a los jóvenes artistas marciales mixtos del momento. Sin embargo, cuando Volk tuvo su primer combate real contra Yasuhito Namekawa y puso en práctica la misma habilidad que había marcado la anterior etapa de su carrera, ganando por decisión unánime, quedó claro que los críticos de Japón no se habían equivocado al considerarle uno de los mejores grapplers del mundo.
Han fue a participar en el torneo de MMA King of Kings, en cuya primera ronda derrotó en su propio terreno al kickboxer Lee Hasdell con un rápido puñetazo de sambo. Bobby Hoffman fue su siguiente oponente, y gracias a su habilidad de lucha fue capaz de controlar a Han, pero éste evitó todos los intentos de finalización y se mantuvo a la espera, hasta que pudo arrinconar a Hoffman en el rincón al final de la lucha y lanzar golpes sobre él para conseguir un TKO contundente. En la final, Volk se encontraría con el peleador de élite brasileño Antonio Rodrigo Nogueira, de casi la mitad de edad que Han y experto en jiu-jitsu brasileño. Como dificultad adicional, Han había enfermado de gripe antes del combate, y tuvo que ser dado de alta del hospital especialmente para luchar en el evento. Aunque el joven maestro brasileño controló la lucha, no fue capaz de finalizar a Han, quien llegó a escapar de una luxación de rodilla de la que parecía imposible salir y a lograr varios emocionantes intercambios sobre Nogueira. Al final, la decisión de los jueces fue naturalmente a Nogueira, a quien Han felicitó personalmente por su habilidad y valentía. El mismo año, RINGS cerró, y Han volvió a Rusia.
En diciembre de 2012, en una reunión de la nueva RINGS, Han tuvo su combate de retiro contra Masakatsu Funaki, en una gran muestra de la lucha libre profesional de antaño.

### Fuera del ring
Volk Han ha servido como instructor jefe del equipo Russian Top Ten durante años, al lado de Andrei Kopylov, y ha entrenado a nombres como Fedor y Alexander Emelianenko, Sergei Kharitonov y el dos veces campeón mundial de sambo Suren Balachinskiy. Después de la ida de Fedor de RTT, es público que Han ya no se encuentra en buenas relaciones con él, pero Emelianenko sigue considerádole uno de los mejores de su campo.

## En lucha
- Movimientos finales
  - Cross-legged heel hook[2]
  - Double heel hook[2]

- Movimientos de firma
  - Ankle lock
  - Arm drag
  - Leg hook cross armbar
  - Leg spread
  - Figure four cross kneelock
  - Full Nelson lotus hold
  - Hammerlock cutthroat guillotine choke
  - Kimura lock
  - Mounted Boston crab[2]
  - Palm strike
  - Sleeper hold, a veces combinado con un cross-legged stepover toehold
  - Spinning backfist[2]

## Campeonatos y logros
- Fighting Network RINGS
  - Mega Battle Tournament (1994)
  - Mega Battle Tournament (1996)

## Récord en artes marciales mixtas
| Resultado | Récord | Oponente                 | Método                      | Evento                             | Fecha                   | Ronda | Tiempo      | Localización        | Notas |
| --------- | ------ | ------------------------ | --------------------------- | ---------------------------------- | ----------------------- | ----- | ----------- | ------------------- | ----- |
| Victoria  | 7-1    | Zaza Tkeshelashvili      | Sumisión (armlock)          | RINGS Lithuania - Bushido Rings 2  | 6 de mayo de 2001       | 1     | Desconocido | Vilnius, Lituania   |       |
| Victoria  | 6-1    | Andrei Kopylov           | Decisión (unánime)          | RINGS Russia - Russia vs Bulgaria  | 6 de abril de 2001      | 2     | 5:00        | Ekaterinburg, Rusia |       |
| Derrota   | 5-1    | Antonio Rodrigo Nogueira | Decisión (unánime)          | RINGS - King of Kings 2000 Final   | 24 de febrero de 2001   | 2     | 5:00        | Tokio, Japón        |       |
| Victoria  | 5-0    | Bobby Hoffman            | Decisión (unánime)          | RINGS - King of Kings 2000 Block B | 22 de diciembre de 2000 | 3     | 5:00        | Osaka, Japón        |       |
| Victoria  | 4-0    | Lee Hasdell              | TKO (puñetazos)             | RINGS - King of Kings 2000 Block B | 22 de diciembre de 2000 | 2     | 0:08        | Osaka, Japón        |       |
| Victoria  | 3-0    | Zaza Tkeshelashvili      | Sumisión (guillotine choke) | RINGS - Russia vs Georgia          | 16 de agosto de 2000    | 1     | 15:46       | Tula, Rusia         |       |
| Victoria  | 2-0    | Brandon Lee Hinkle       | Sumisión (triangle choke)   | RINGS - Millennium Combine 2       | 15 de junio de 2000     | 1     | 0:20        | Tokio, Japón        |       |
| Victoria  | 1-0    | Yasuhito Namekawa        | Decisión (unánime)          | RINGS Russia                       | 20 de mayo de 2000      | 3     | 5:00        | Tula, Rusia         |       |